# إيفيلين شانون
إيفيلين شانون هو سياسي كندي، ولد في 1890، وتوفي في 26 يناير 1973.